# Кировский универмаг
Ки́ровский универма́г (первоначально Дом коопера́ции и фа́брика-ку́хня Моско́вско-На́рвского, затем Ки́ровского райо́на) — объект культурного наследия эпохи конструктивизма, построенный в 1929—1931 годах по проекту архитекторов А. К. Барутчева, И. А. Гильтера, И. А. Меерзона и Я. О. Рубанчика — авторов Василеостровской, Выборгской и Невской фабрик-кухонь — на углу площади Стачек и Промышленной улицы в Кировском районе Санкт-Петербурга. Самая крупная в Ленинграде фабрика-кухня, обслуживавшая промышленные предприятия района, в том числе «Красный путиловец», открылась осенью 1930 года, а Дом кооперации (универмаг) — весной 1931 года.

## Описание

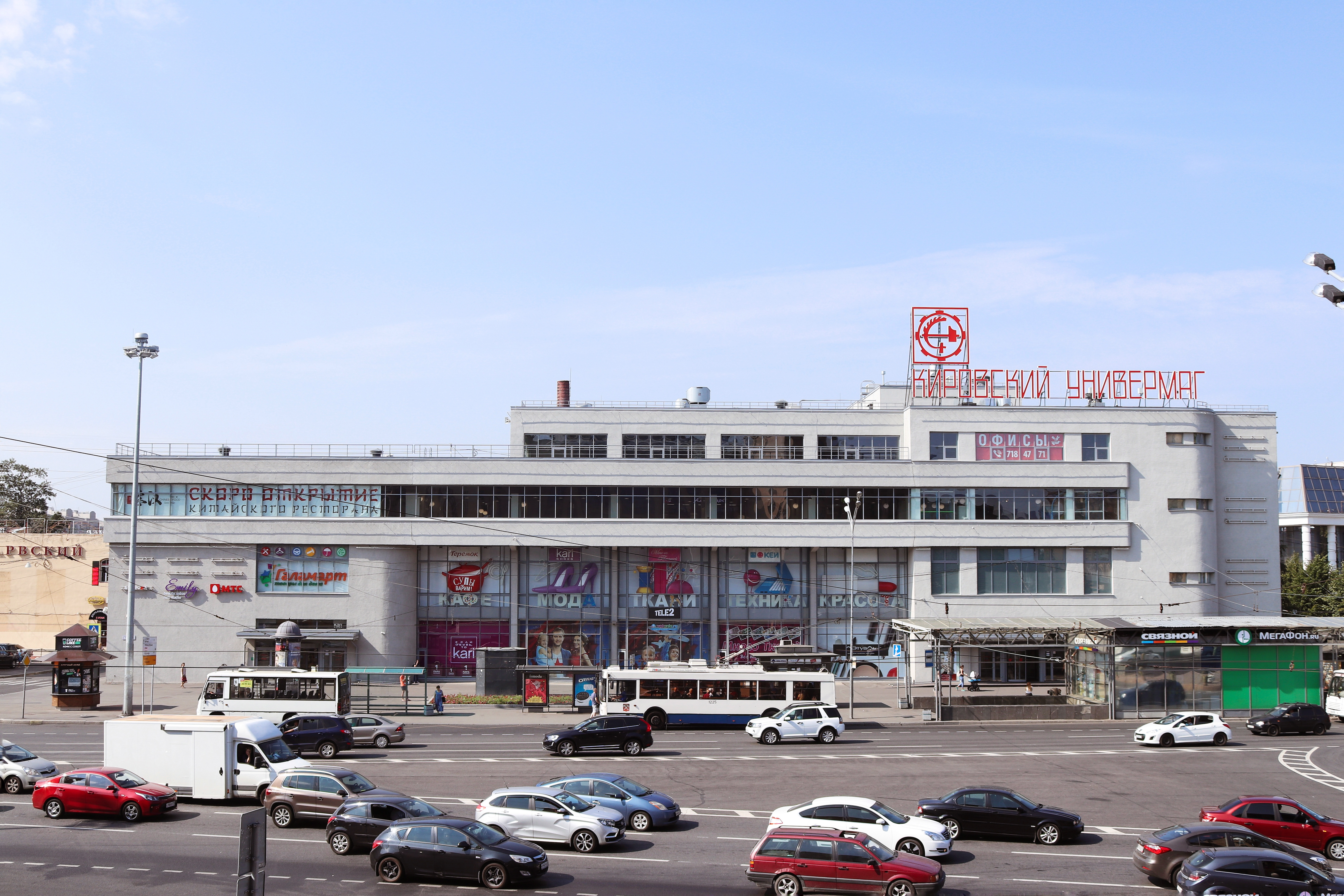
Здание универмага после реконструкции

В плане здание представляет собой каре с двумя внутренними дворами. На площадь обращён корпус универмага, в глубине располагалась фабрика-кухня и экспедиционное термосное хозяйство, а столовые залы, в которых впервые был применён принцип самообслуживания, полукруглым двухъярусным объёмом, выступающим из северного фасада, выходили в зелёный сквер (сейчас там располагается ресторан «Макдоналдс»). На его плоской крыше, а также на крыше универмага, были устроены открытые галереи для обедов на свежем воздухе в тёплое время года. Впоследствии они были застроены, что повредило восприятию ажурности завершения здания.
Здание неоднократно перестраивалось. Последнюю реставрацию 2001—2005 годов осуществило архитектурное бюро «Литейная часть 91» под руководством Р. М. Даянова.
В 2017 году Холдинг «Адамант» провел масштабную реконструкцию. Реконструкция включала модернизацию инженерных систем здания, установку лифтов и эскалаторов, а также создание атриумов со стеклянным покрытием на месте двух внутренних дворов, в которых разместились торговые точки небольших форматов. Торговая площадь комплекса была увеличена с 16,7 до 17,3 тыс. м² за счет территории внутренних дворов (общая площадь универмага составляет 20 тыс. м²).